# Universiteit Pierre en Marie Curie
De Universiteit Parijs VI (Parijs 6), of Universiteit Pierre en Marie Curie (UPMC) was tot 31 december 2017 een universiteit in de Franse hoofdstad Parijs die zich beperkte tot de domeinen van de wetenschappen en de geneeskunde.
De campus bevond zich op de Campus de Jussieu in de wijk Quartier Latin en stond met rond de 32.000 studenten als eerste Franse universiteit gerangschikt in het universitair klassement van de Shanghai Jiao Tong Universiteit. De universiteit beschikte namelijk over het grootste wetenschappelijke en medische complex van Frankrijk en was een van de erfgenamen van de Faculteit Wetenschappen van de Sorbonne, de voormalige Universiteit van Parijs. De betrokken instellingen verenigden zich in een samenwerkingsverband Sorbonne Universiteiten wat op 21 april 2017 leidde tot een decreet voor de heroprichting van de Sorbonne Université op 1 januari 2018.

## UPMC
De Universiteit Pierre en Marie Curie (UPMC) was de grootste Franse universiteit die zich richt tot de wetenschappen en de geneeskunde. De ongeveer 30000 studenten (waarvan 8000 studenten geneeskunde) werden begeleid door 5600 docent-onderzoekers en onderzoekers, en 4400 omkaderende personeelsleden. De universiteit beschikte verder ook over 122 onderzoekslaboratoria. Volgens het wereldklassement van 2009 van de Shanghai Jiao Tong Universiteit stond UPMC op de 40e plaats gerangschikt. Hierin werd UPMC wel als de best scorende Franse universiteit aangeschreven en neemt het de zevende plaats in in Europa.
Als een van de erfgenamen van de Faculteit Wetenschappen van de Sorbonne, bevond UPMC zich in de wijk Quartier Latin op de Campus de Jussieu op de linkeroever van de Seine. Officieel is UPMC sinds 22 juni 2010 het derde stichtende lid van de PRES-instelling Sorbonne Universiteiten samen met de Universiteit Pantheon-Assas (Parijs II) en de Universiteit Parijs-Sorbonne (Parijs IV). Deze PRES-instelling ging in 2018 na de fusie over in Sorbonne Université.
- Bibliothèque nationale de France: cb11865824b (data)
- Catàleg d'autoritats de noms i títols de Catalunya: 981058515095006706
- Gemeinsame Normdatei: 2025091-5
- International Standard Name Identifier: 0000 0001 1955 3500
- Library of Congress Control Number: n79129796
- Nationale Bibliotheek van Tsjechië: ko2003183521
- Nationale bibliotheek van Australië: 35572641
- Nationale Bibliotheek van Israël: 987007507443205171
- Istituto Centrale per il Catalogo Unico: RMSV002923
- Système universitaire de documentation: 027787087
- Trove: 1000293
- Virtual International Authority File: 131272175

Amsterdam (UvA) ·
Barcelona ·
Cambridge ·
Edinburgh ·
Freiburg ·
Genève ·
Heidelberg ·
Helsinki ·
Leiden ·
Leuven ·
Londen (UCL) ·
Lund ·
Milaan ·
München (LMU) ·
Oxford ·
Parijs (Sorbonne) ·
Parijs-Saclay ·
Stockholm (Karolinska-instituut) ·
Straatsburg (Louis Pasteur) ·
Utrecht ·
Zürich
Albanië: Universiteit van Tirana, Technische Hogeschool van Tirana · 
België: Vrije Universiteit Brussel, Université libre de Bruxelles · 
Bulgarije: Sofia Universiteit St. Kliment Ohridski · 
Cyprus: Universiteit van Cyprus · 
Duitsland: Vrije Universiteit Berlijn, Humboldtuniversiteit · 
Denemarken: Universiteit van Kopenhagen · 
Estland: Technische Universiteit Tallinn, Universiteit van Tallinn · 
Finland: Universiteit van Helsinki · 
Frankrijk: Sorbonne Université, Université Sorbonne-Nouvelle, Universiteit Paris-Dauphine ·
Griekenland: Universiteit van Athene · 
Hongarije: Loránd Eötvös-universiteit · 
Ierland: Nationale Universiteit van Ierland, Dublin · 
Italië: Universiteit Sapienza Rome, Universiteit van Rome Tor Vergata, Roma Tre-universiteit · 
Kroatië: Universiteit van Zagreb · 
Letland: Universiteit van Letland · 
Litouwen: Universiteit van Vilnius · 
Nederland: Universiteit van Amsterdam · 
Noord-Macedonië: Universiteit van Skopje · 
Noorwegen: Universiteit van Oslo · 
Oostenrijk: Universiteit van Wenen · 
Polen: Universiteit van Warschau · 
Portugal: Universiteit van Lissabon · 
Roemenië: Universiteit van Boekarest · 
Rusland: Staatsuniversiteit van Moskou · 
Slowakije: Comenius Universiteit Bratislava · 
Slovenië: Universiteit van Ljubljana · 
Spanje: Autonome Universiteit van Madrid, Complutense-universiteit van Madrid · 
Tsjechië: Karelsuniversiteit Praag · 
Verenigd Koninkrijk: University College London · 
IJsland: Universiteit van IJsland · 
Zweden: Universiteit van Stockholm · 
Zwitserland: Universiteit van Lausanne